# Fortuné Akakpo
Fortuné Akakpo, de son vrai Akakpo Massé Fortuné, né en 1962 en Côte d’Ivoire, est un acteur, réalisateur et comédien-humoriste ivoirien. Il occupe une place importante dans le cinéma ivoirien et international, avec des contributions notables dans le domaine audiovisuel. En 2024, il remporte le prix de la meilleure interprétation masculine lors de la 6ᵉ édition de la Nuit Ivoirienne du Septième Art et de l’Audiovisuel (NISA).

## Biographie
Akakpo Massé Fortuné, né en 1962 en Côte d’Ivoire, est issu d’un milieu aux origines togolaises, béninoises, portugaises et ivoiriennes, plus précisément baoulé de Toumodi. Son intérêt pour le théâtre s’est forgé dès l’enfance, influencé par son père, comptable et amateur d’humour, qui lui a transmis une passion pour les récits historiques et les arts.

### Parcours académique et découverte du théâtre

#### Étapes clés
Le travail de son père fut une clé importante, celui de travailleur dans une maison d’édition. Ce qui a renforcé son attrait pour la lecture et le théâtre.

### Rencontre déterminante
En classe de 4ᵉ, il rencontre Aka Kouassi Aimé Clément (alias John Djongoss), acteur de la troupe Les soleils de Cocody, qui l’encourage à se lancé dans le métier.  Fortuné rencontre d'autres personnes comme Bitty Moro, Bienvenu Neba, Atchori Memel, Antoine Soudé, Zahon Gabriel, Adama Dahico, Gbi de Fer et bien d’autres légendes du cinéma.

#### Début professionnel
Il abandonne ses études en classe de première (probatoire) vers 16-17 ans pour se consacrer au théâtre, intégrant rapidement des productions comme Etau théâtre.

## Caractéristiques et reconnaissance

### Carrière
Fortuné Akakpo occupe une place majeure sur l’échiquier national et africain. Il est reconnu comme une icône du cinéma ivoirien. Il intervient dans des téléfilms africains et ivoiriens, notamment dans la série « Qui fait ça?», aux côtés de figures emblématiques comme Zahon Gabriel, Dan de Man, Léa Dubois et Maï la Bombe. Avant de se consacrer à « Quoi de neuf ? »,,.

#### Collaborations
Fortuné Akakpo a collaboré avec le groupe SOTHECA par le passé, ce qui contribue ainsi à son ancrage dans le paysage audiovisuel ivoirien,.

### Influences
Fortuné Akakpo s’ impose comme une figure majeure de la comédie en Afrique francophone, grâce à des réalisations variées et marquantes. Son parcours, marqué par des collaborations avec des troupes théâtrales comme SOTHECA et des séries emblématiques comme « Qui fait ça ? »,  ce qui va consolider sa réputation,,. Il incarne une génération d’artistes ayant suivi une formation théâtrale rigoureuse, considérée comme une base essentielle pour le cinéma, selon ses propres convictions,. 

## Vie privée
Fortuné Akakpo est marié et père de deux enfants.

## Filmographie

### Séries télévisées
- Quoi de neuf?
- Qui fait ça
- 2023 : Monsieur le maire
- 2024 : Gazoua doit mourir
- 2024 : Buzz
- 2024 : Les Nounous
- 2007 : Virus II
- 2022 : La Famille Y
- 2014 : Braquage à l’africaine
- 2005 : Caramel
- 2023 : Enjeux

## Distinctions
- 2024 : Lauréat du prix de la meilleure interprétation masculine lors de la sixième édition de la Nuit Ivoirienne du Septième Art et de l’Audiovisuel (NISA)[3],[15].